# Анвин, Джордж
Джордж Анвин (англ. George Unwin; 1870–1925) — английский историк-экономист, профессор экономической истории в Манчестерском университете, основатель первой кафедры экономической истории в Англии, автор работ по истории труда, финансов и средневековых цехов.

## Биография
Джордж родился 7 мая 1870 года на Брук-Стрит Уэст дом 2 в Стокпорте графства Ланкашир в Англии. Джордж был старшим из шести детей Эдварда Анвина, владельца гостиницы, и его жены Присциллы, урожденной Уитакер (—1919), семьи местного торговца-нонконформиста. Отец, бывший железнодорожный служащий, во время рождения Джорджа держал старомодный паб в городе, который не приносил достаточного дохода для семьи.
Джордж учился в Дневной школе Эджли Уэслиана до 13 лет (1883 года), затем перешёл в Баптистскую воскресную школу. В будни Джордж работал конторским помощником на шляпной мануфактуре «Каррингтона и сыновья», где раньше работала его мать. Вскоре он получил должность клерка. В возрасте 20 лет в 1890 году поступил в Кардиффский колледж при Уэльском университете, выиграв стипендию в 20 фунтов стерлингов в год. В 1893 году, получив классическую стипендию, поступил в Линкольн-колледж в Оксфорде. По окончании его получил стипендию от Ориел-колледжа, что позволило ему учиться в Германии в течение 6 месяцев в 1898 году. Анвин учился у некоторых ведущих экономических историков, включая Густава Шмоллера, который оказали на него большое влияние.
Вернувшись в Британию, в июле 1899 году стал личным помощником депутат парламента Ричарда Кобдена. В 1904 году Анвин стал постоянным лектором Лондонской школы экономики на полставки. В 1906 году он был избран членом Королевского исторического общества. В 1907 году Анвин оставил пост у Ричарда Кобдена. В 1908 году Анвин став преподавателем экономической истории в Эдинбургском университете. В 1910—1925 годах являлся профессором экономической истории Манчестерского университета, первой и единственной кафедрой в Британской империи. Он также преподавал на коммерческом факультете в Бирмингемском университете.
Анвин умер в Манчестере 30 января 1925 года в возрасте 55 лет.
Семья
В 1902 году Анвин женился на Фрэнсис Мабель Пирс, третьей из четырех дочерей Ревды Марка Гая Пирса. Они познакомились, когда работали совместно над разными проектами в Мэнсфилд-Хаусе. Но у них не было детей.

## Вклад в науку
Дж. Анвин вывел следующий закон: Прогресс общества, как и прогресс личности, является моральным фактом, который не может быть в конечном счете выведен из какой-либо внешней причины; но он основывается на психологических условиях.